# Lake Manyara
Lake Manyara er en ferskvandssø i Tanzania. Navnet "Manyara" kommer fra Maasai ordet "emanyara", som er en art plante (euphorbia) som vokser til en hæk rundt om en gård (Euphorbia tirucalli).
Søen er en del af Lake Manyara nationalpark, og omkring 230 km² af søens areal ligger i parken.
3°35′S 35°50′Ø / 3.583°S 35.833°Ø
|  | Infoboks uden skabelon Denne artikel har en infoboks dannet af en tabel eller tilsvarende. |